# واسیلا (آلاسکا)

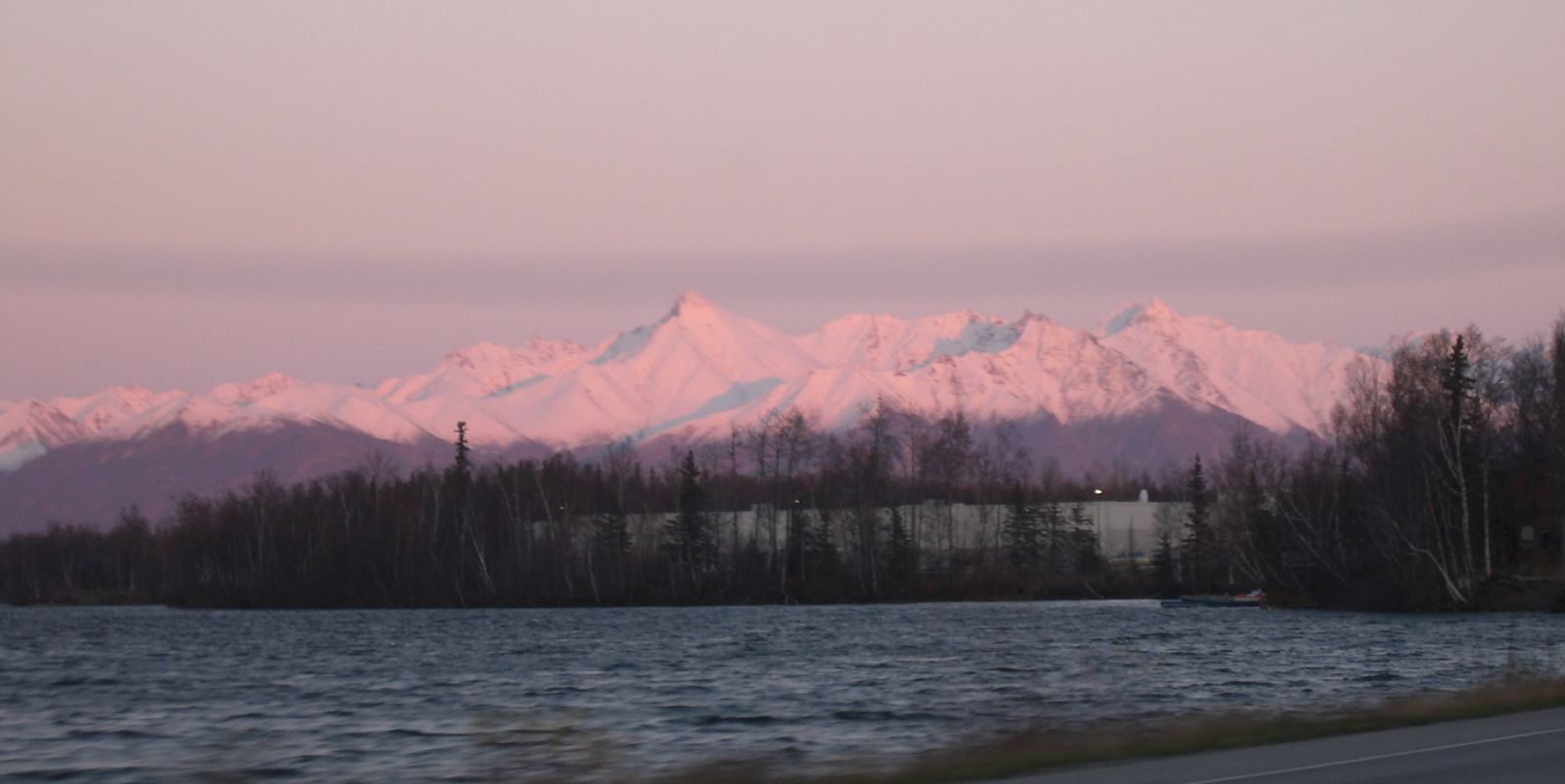
واسیلا اوت ۲۰۰۸

واسیلا(به انگلیسی: Wasilla) بزرگترین شهر بخش ماتانوسکا-سوسیتنا در قسمت جنوب مرکزی ایالت آلاسکا آمریکا است، جمعیت این شهر در سرشماری سال ۲۰۲۰ بالغ بر ۹۰۵۴ نفر بوده است که ۷۸۳۱ نفر  نسبت به سال ۲۰۱۰ افزایش یافته است. بنابرین این شهر چهارمین شهر بزرگ ایالت آلسکا به حساب می‌رود. نام این شهر از کلمه واسیلی که کلمه‌ای روسی است گرفته شده.
شهردار این شهر تا قبل از انتخابات ۲۰۰۸ آمریکا سارا پیلین بود که پس از معاونت جان مک‌کین از شغل استعفا داد.